# IC 2628
IC 2628 је елиптична галаксија у сазвјежђу Лав која се налази на листи објеката дубоког неба у Индекс каталогу.
Деклинација објекта је + 12° 7' 21" а ректасцензија 11h 11m 37,8s. Привидна величина (магнитуда) објекта IC 2628 износи 14,5 а фотографска магнитуда 15,5. IC 2628 је још познат и под ознакама CGCG 67-30, NPM1G +12.0262, PGC 34038.